# Айен (кантон)
Айе́н (фр. Ayen) — кантон во Франции, находится в регионе Лимузен, департамент Коррез. Входит в состав округа Брив-ла-Гайярд.
Код INSEE кантона — 1902. Всего в кантон Айен входят 11 коммун, из них главной коммуной является Айен.

## Коммуны кантона
| Коммуна          | Население, чел. (2007) | Почтовый индекс | Код INSEE |
| ---------------- | ---------------------- | --------------- | --------- |
| Бриньяк-ла-Плен  | 796                    | 19310           | 19030     |
| Вар-сюр-Розе     | 295                    | 19130           | 19279     |
| Иссандон         | 616                    | 19310           | 19289     |
| Луиньяк          | 228                    | 19310           | 19120     |
| Обжа             | 3 490                  | 19130           | 19153     |
| Перпезак-ле-Блан | 445                    | 19310           | 19161     |
| Сегонзак         | 231                    | 19310           | 19253     |
| Сен-Робер        | 341                    | 19310           | 19239     |
| Сен-Сиприен      | 299                    | 19130           | 19195     |
| Сент-Олер        | 813                    | 19130           | 19182     |
| Айен             | 694                    | 19310           | 19015     |

## Население
Население кантона на 2007 год составляло 8 248 человек.
| 1962  | 1968  | 1975  | 1982  | 1990  | 1999  | 2006  | 2007  |
| ----- | ----- | ----- | ----- | ----- | ----- | ----- | ----- |
| 6 864 | 7 465 | 7 573 | 7 790 | 7 681 | 7 808 | 8 072 | 8 248 |